# النافورة (مجلة إنجليزية)
النافورة هي مجلة نصف شهرية للفكر العلمي والروحي تنشرها شركة بلو دوم. وباعتبارها النسخة الإنجليزية من مجلة النافورة التركية، فقد تم نشرها منذ عام 1993 كمجلة ربع سنوية حتى عام 2008. تقع النافورة في ولاية نيو جيرسي. المجلة تخضع لسيطرة حركة الهزمات.
وتغطي مجلة "النافورة" مجموعة واسعة من المواضيع بما في ذلك الحوار بين الأديان، والعلوم، والتقنية، والفنون، والثقافة والمجتمع من منظور عقائدي (وخاصة إسلامي).

## روابط خارجية
- الموقع الرسمي